# Műegyetemi lőtértűz
A műegyetemi lőtértűz egy tragédiával végződő tűzeset volt 2006-ban, Budapesten.
2006. augusztus 8-án este 21 óra után kigyulladt a Budapesti Műszaki és Gazdaságtudományi Egyetem központi épületének (az úgynevezett K épület) mínusz második szintjén található lőtér. A tűz oltásában a helyszínen 130 tűzoltó vett részt, a mentési munkálatok közben három tűzoltó életét vesztette, hét tűzoltó füstmérgezést szenvedett.

## A tűzeset körülményei
A Budapesti Műszaki és Gazdaságtudományi Egyetem Központi épületének „labirintusszerű” alagsorában található egykori lőtér egy 8×23 méter nagyságú (mintegy 150 m² alapterületű) teremben kapott helyet. A lőtér hátsó falánál golyófogó falként gumiabroncsok voltak felhalmozva, amelyeket homokkal és forgáccsal töltöttek meg. A helyiségben nagy mennyiségű lőszert, a lőtér előtti folyosón asztalokat, székeket, bútorokat és egyéb tárgyakat tároltak.
A lőtéren 2006. augusztus 8-án késő este 4 fő tartózkodott. 21 óra után észlelték, hogy a golyófogó falból füst tör fel. A tüzet porral oltó készülékkel próbálták eloltani, de a tűzfészekhez nem fértek hozzá.
A kiérkező tűzoltóknak a pince nagyságáról és beosztásáról nem volt ismeretük.

## A mentési munkálatok
21.13-kor értesítették a Fővárosi Tűzoltóparancsnokságot, hogy „vészhelyzet van, a lőtéren hátul kigyulladt a lőszerfogó fal”. A tűzoltóság ekkor mindössze két járművel, tízfős tűzoltó személyzettel indult a helyszínre. A riasztási adatlapra „egyéb, általános” minősítés került, a riasztás I. fokozatú volt. „A tűzeset egy átlagos tűzesetnek indult. Semmi nem utalt arra, hogy az esemény szerencsétlenséghez vezethet.”
Az első tűzoltórajok vonulása közben a segélyhívást az egyetemi épületben tartózkodók megismételték 21.16-kor. A hírközpontban csak ekkor értesültek a bejelentőtől arról, hogy a tűzfészek a mínusz második szinten található, ahol gumi és fa ég. A kárhelyszínre vonuló tűzoltókat erről nem értesítették. A bejelentő még ekkor sem közölte, hogy mekkora a helyiség mérete, ott van-e valaki életveszélyben, illetve van-e robbanásveszély.
Az első raj (XI/2) 21.22-kor érkezett a helyszínre. Az alagsori lőteret egy vasajtó zárta, így annak előtérébe füst csak kis mértékben jelent meg. („Mindannyiunkon ott volt a légző, csak a nyakunkban.”) Ekkor még jó látási körülmények között végezték a felderítést és alapvezetékszerelést. Rádión tájékoztatták a még vonuló második egységet (XI/1) a pontos helyszínről, akik 3 perccel később érkeztek az egyetemhez. Ők már Revitoxot (palackra kapcsolható második, kimentő légzőálarcot) használva haladtak a káreset helyszínére.
21.25-kor a Hírközpont – nyugtázva a kiérkező rajok jelzését – II. riasztási fokozatot rendelt el, ezt egy perccel később megerősítették. A Hírközpontban 21.31-kor észlelik, hogy meghibásodott az ERIR-rendszer (a riasztási rendszer), így az újabb egységeket – csoportos riasztás helyett – egyesével kénytelenek riasztani. Az újabb egységek riasztása így 6-7 perces késedelmet szenvedett. A rendszer meghibásodása miatt a kárhelyszínről a hírközpontba érkező, gyakorta hiányos visszajelzések nyugtázása több esetben nem történt meg, a hírközpont a „kialakult helyzetet nem volt képes követni”.
A koordinációs zavart mutatja, hogy a rendőrséget 21.34-kor, egy percen belül kétszer is, egymástól függetlenül értesítik. A visszajelzések rögzítését (naplózását) – a riasztási rendszer meghibásodása után – hiányosan végezték.
A második raj egyik tagjának légzőkészüléke jelzett, így társával együtt elindult a földszint felé. Útközben eltévedtek, őket az első raj egyik tagja vezette ki. Ekkor már a sűrű füstben a tűzoltók semmit nem láttak, csak tapintással, a kifektetett tömlő segítségével tudtak tájékozódni.
21.36-kor érkezett meg a második egység. A kiérkező rajparancsnok két perccel később – rövid tájékozódás után – átvette a tűzoltás vezetését. Az átadás-átvételt ugyanakkor nem elég körültekintően végezték, „melynek következtében lényeges információvesztés történt”, ráadásul téves információt kapott a tűzoltásvezető az irányítási ponttól. Nem felelt meg a valóságnak az a tájékoztatás, mely szerint „két személyt revitoxszal kihoztak” A Roham 2 tagjai tévesen hitték azt, hogy odalent valaki életveszélyben van.
A tűzoltásvezető hőkamerával megkezdte a tűzfészek felderítését, megközelítését, majd ventilátort, újabb fecskendőket, légzőbázist kért a helyszínre. A szűk helyiségbe 6 társával – a munkavégzésben egymást akadályozva – hatolt be, ahol 21.56-kor érte el a tűzfészket. Négy perccel később jelzi, hogy Revitoxra van szükség, „mert nem találnak ki a fiúk”. Ezt követően a tűzoltásvezető levegője is elfogyott, maga is mentésre szorult. „A felderítés, behatolás és a beavatkozás során a tűzoltásvezető által vélt biztonságos visszavonuláshoz szükséges idő és a felhasznált levegőmennyiség nem volt elegendő, mert a pánikhelyzet fokozott fizikai és pszichikai igénybevétellel jár, amely kiemelt mértékű levegőfogyáshoz vezetett, ezért az állomány „időhátrányba” került.”
A helyzet tovább súlyosbodott, 21.59-kor a rögzített rádiós forgalmazás szerint „több tűzoltó bajba jutott” – köztük a tűzoltásvezető. Az irányítási pont feladatait ellátó személy (hatáskörét túllépve) 22.07-kor – a tűz keletkezése utáni első óra végén – III. fokozatra emelte a riasztást. Ez az intézkedés „elsősorban a bent rekedt tűzoltók kimentéséhez szükséges erők-eszközök megerősítésére irányult.” Ekkor a Hírközpont – késlekedés nélkül – újabb rajokat vezényelt a kárhelyre. Ezalatt a rádiós kapcsolattartás egyetlen csatornán keresztül zajlott, tartalék csatornát nem használtak, így többször is előfordultak „egymásra forgalmazások”. Később a tűzoltásvezető kérésére újabb rajokat riasztottak, néhány perccel később – 22.28-kor – a riasztást V. fokozatra emelte, mivel „a helyszínen több tűzoltó füstmérgezést szenvedett, a helyszínt […] 100 százalékosan megközelíteni még nem lehet, […] elsősorban teljes [értsd: 6 fős fecskendős] rajokat kérek a helyszínre”. Ennek ellenére 4 tűzőrségtől is 4 fős egységet küldtek a helyszínre.
A helyszínre 22.30-kor kiérkező FTP tűzoltási, mentési és katasztrófavédelmi főosztályvezető (Kun 50) 22.38-kor átvette a tűzoltás vezetését.
Az V. fokozat alatt egyidőben 78 fős tűzoltó személyzet 15 gépjárműfecskendővel, valamint további 29 fő 14 különleges szerrel tartózkodott a kárhelyen.

## Tűzoltó rajok
Tűzoltó rajok a riasztás sorrendjében:
| egység neve  | fokozat | létszám (tagjai)                 |
| ------------ | ------- | -------------------------------- |
| XI/1         | I.      | 6 fő (parancsnok: XI/24)         |
| XI/2         | I.      | 4 fő (parancsnok: XI/26)         |
| IX/1         | II.     | 6 fő                             |
| IX/Doktor    | II.     | 3 fő                             |
| Roham2       | II.     | 6 fő                             |
| TCS2         | II.     | 3 fő (TCS2/30, TCS2/32, TCS2/38) |
| VIII/2       | II.     | 4 fő                             |
| FTP Vizsgáló | II.     | 2 fő                             |
| Kamera       | II.     | 2 fő                             |
| III/1        | III.    | 6 fő                             |
| III/Mentő    | III.    | ?                                |
| V/1          | III.    | 6 fő                             |

## Vizsgálati jelentések, összegzések
A mentésben a Fővárosi Tűzoltóparancsnokság 29 tűzoltóautója és 130 tűzoltója, az Országos Katasztrófavédelmi Főigazgatóság 14 munkatársa vett részt. Az Országos Mentőszolgálat 20 fővel 7 mentőautót küldtek a helyszínre, a balesetben megsérült tűzoltók ellátására. A rendőrségtől a helyszín biztosítását és a nyomozás megkezdését 15 fő végezte.
A vizsgálat során megállapították:
- „A Kőbányai Tűzőrségen lévő híradó-ügyeletes szakmailag nem volt tájékozott. Amikor a Somkuti-féle habfolyatót kérte a Hírközpont a helyszínre, több mint 10 percig nem tudták, hogy milyen szakfelszerelésről beszélnek.”[1]
- A szolgálatot teljesítők gyakorlatlansága érezhető volt.[1]
- Az információközlés jelentős része a szabályzattal ellentétes módon, mobiltelefonon keresztül zajlott.[1]
- A hírközpont tevékenységét jelentős módon zavarta a sajtó rendszeres érdeklődése.[1]

A Bizottság tagjainak véleményével egyetértve a kárhelyszíni bonyolult körülmények, a felsorolt hiányosságok önmagukban nem vezettek volna a sérülések és halálesetek bekövetkezéséhez, azonban az elkövetett szabálytalanságok, a vezetésirányítás hiányosságai oksági láncolata és egymásra hatása egyértelműen negatív irányba befolyásolta a rendkívül kedvezőtlen kárhelyszínen kialakult folyamatokat.
A helyszín adottságaiból következően a bajbajutottak mentése megoldhatatlan feladat elé állította a helyszínen tartózkodó többi tűzoltót. A mentés során egy-egy személy mentéséhez 4-5 tűzoltóra volt szükség. A kiemelkedően erős lelki teher és fizikai igénybevétel miatt a mentésben résztvevők egy-két személy mentésében tudtak aktívan részt venni. Ezt súlyosbította még a megközelítési útvonal szűkössége, amely miatt késedelmet szenvedett az egymást követő mentőrajok munkája. A tűzoltást hagyományos módon eredményesnek, vagy gyorsnak értékelni ez esetben nehéz lenne.

## Hősi halottak
Tűzoltás közben életét vesztette Horváth Ákos tűzoltó őrmester, Pintér Gábor tűzoltó hadnagy és Reppman Károly tűzoltó törzsőrmester. Dr. Tatár Attila tűzoltó altábornagy, az Országos Katasztrófavédelmi Főigazgatóság főigazgatója javaslatára Dr. Lamperth Mónika önkormányzati és területfejlesztési miniszter a tragédia 3 áldozatát hősi halottá nyilvánította, Horváth Ákost és Reppman Károlyt posztumusz tűzoltó hadnaggyá, Pintér Gábort posztumusz tűzoltó főhadnaggyá léptette elő.
Horváth Ákos (Budapest, 1982. február 17. – Budapest, 2006. augusztus 8.) tűzoltó őrmester, posztumusz tűzoltó hadnagy, a Fővárosi Tűzoltóparancsnokság Speciális Mentési Parancsnokság beosztott tűzoltója, a Fővárosi Tűzoltóparancsnokság Dél-budai Tűzoltási, Mentési Parancsnokság Csepeli Tűzőrsége hivatásos állományába 2005. február 16-án vették fel beosztott tűzoltói munkakörbe. Rövid tűzoltói pályafutása alatt kiemelkedő hivatástudattal és bátorsággal végezte szolgálati feladatait. Elöljárói erőfeszítéseit, rátermettségét elismerve 2006. július 1-jén a legveszélyesebb feladatokat ellátó szervezeti egység, a Speciális Mentési Parancsnokság rohamszolgálatának állományába helyezték át. A lőtéren keletkezett tűz felderítésében elsőként vett részt.

Pintér Gábor (Budapest, 1975. június 13. – Budapest, 2006. augusztus 8.) tűzoltó hadnagy, posztumusz tűzoltó főhadnagy, a Fővárosi Tűzoltóparancsnokság Speciális Mentési Parancsnokság rohamparancsnoka, a tűzoltóság hivatásos állományába 1995. november 1-jén került. Hivatásos tűzoltói szolgálatát beosztott tűzoltóként kezdte, majd gépkocsivezetői feladatokat látott el. Kiemelkedő szakmai munkája, rátermettsége alapján 2001. május 1-jén rohamparancsnok-helyettesi, majd tanulmányai befejezésével 2005. október 1-jén rohamparancsnoki beosztásba osztották. Szolgálati feladatait kiemelkedő szorgalommal végezte, rohamparancsnokként a legveszélyesebb tűz- és káresetek felszámolásában irányította beosztottai munkáját.

Reppman Károly (Székesfehérvár, 1982. március 19. – Budapest, 2006. augusztus 8.) tűzoltó törzsőrmester, posztumusz hadnagy, a Fővárosi Tűzoltóparancsnokság Dél-budai Tűzoltási, Mentési Parancsnokság Újbudai Tűzőrségének beosztott tűzoltója, a Fővárosi Tűzoltóparancsnokság III. kerületi parancsnoksága állományába 2002. szeptember 16-án vették fel beosztott tűzoltói munkakörbe, majd 2002. december 16-án kérelmére a XI. kerületi parancsnokság állományába helyezték át, ahol rövid szolgálati ideje alatt feladatait kiemelkedő igyekezettel, rátermettséggel végezte, amelyet elöljárói több ízben elismertek.

## Vizsgálat
A tragédiát követő bizottsági vizsgálat során 41 főt hallgattak ki.
A vizsgálat során megállapították, hogy „a kárhelyszíni bonyolult körülmények, a felsorolt hiányosságok önmagukban nem vezettek volna a sérülések és halálesetek bekövetkezéséhez, azonban az elkövetett szabálytalanságok, a vezetés–irányítás hiányosságai oksági láncolata és egymásra hatása egyértelműen negatív irányba befolyásolta a rendkívül kedvezőtlen kárhelyszínen kialakult folyamatokat.”

## Emléke
A Krisztinavárosi Havas Boldogasszony-plébánia 2007-ben Szent Flórián-szobrot állíttatott az észak-budai tűzoltási és mentési parancsnokság Kosciuszkó Tádé utcai laktanyájának udvarán a szolgálatteljesítés közben életüket vesztett tűzoltók emlékére, a műegyetemi lőtértűz hősi halottaira is emlékezve.